# Jeff Allen
Jeffrey Lee Allen (Nueva York, Nueva York, 8 de febrero de 1961) es un exjugador de baloncesto estadounidense. Con 2.08 de estatura, su puesto natural en la cancha era el de pívot.

## Trayectoria
- Universidad de Rutgers (1979-1980)
- Universidad de St. John´s (1981-1984)
- Club Baloncesto Breogán (1984-1986)
- CB Collado Villalba
- Perth Wildcats